# كازا ديل كونتي
كازا ديل كونتي (بالإيطالية: Case del Conte) هي قرية صغيرة (فراتسيوني) في بلدية مونتكوريس، في مقاطعة سلرنو بمنطقة كمبانية، جنوب إيطاليا. منذ عام 2009 وصل عدد سكانها إلي235.